# Dehiba
Dehiba, scritto anche Dahibah, (in arabo الذهيبة‎?) è una città del sud della Tunisia.
Fa parte del governatorato di Tataouine e della delegazione di Dehiba. La città conta 3 971 abitanti.
La città è situata in prossimità della frontiera tuniso-libica, a circa 130 chilometri da Tataouine.
Nel contesto della guerra civile libica del 2011, le forze armate del colonnello Muʿammar Gheddafi spararono il 29 aprile delle conchiglie sulla città dal territorio libico, danneggiando degli edifici, e ferendo almeno una persona. Allo stesso tempo, uno dei loro veicoli entrò in città per inseguire un gruppo di ribelli, migliaia dei quali erano fuggiti nei giorni precedenti in Tunisia, passando tramite Dehiba.